# Сойбельман, Леонид
Леонид Сойбельман (род. 20 июля 1966, Бельцы, Молдавская ССР) — экспериментальный рок-музыкант, гитарист, заметная фигура современного европейского авангарда. Лидер экспериментальной рок-группы «Не ждали», клезмер-панк трио «Kletka Red», участник дуэта «Poza» и группы «Ersatzmusika».

## Биография
Леонид Сойбельман родился в Бельцах, откуда семья переехала в Таллин. Окончил школу и 2 курса музыкального училища в Таллине. Два года играл на альте в армейском оркестре, затем в цыганском ансамбле, работал в Русском драматическом театре в Таллине. Там же в 1987 году организовал группу «Не ждали», которая в послеперестроечные годы приобрела известность необычной комбинацией панка с виртуозной манерой исполнения прогрессивного рока и использованием духовой секции. В 1989 году группа гастролировала в Амстердаме (где записала первый альбом), а вскоре Сойбельман переехал в Израиль и наконец после некоторого пребывания в Женеве осел в Берлине.
Проект «Не ждали» был возобновлён в 1993 году, базируясь теперь в Германии (где живёт Сойбельман) и в Швейцарии (где осел Илья Комаров). К концу 1990-х годов Сойбельман вместе с «Не ждали», а также в соло-проектах и в клезмер/шансон-дуэте с Аликом Копытом (аккордеон) «Поза» стал заметным артистом и на московской андерграундной сцене. В дуэте «Поза» Сойбельман пришёл на смену голландскому кларнетисту Raymond van Houten, но сотрудничество с Аликом Копытом датируется ещё началом 1990-х годов, когда последний значился приглашённым музыкантом почти на каждом новом альбоме ансамбля «Не ждали».
Более поздние работы группы «Не ждали», а также сольные проекты Сойбельмана (в которых он выступает в роли мультиинструменталиста) склоняются к экспериментальной деконструкции избранных образцов этнической музыки и популярных хитов. Так, например, сольная работа Сойбельмана «Much Ado About Bacharach» (Много шума из Берта Бакараха, 1998) состоит из восьми деконструкций известного хита Бёрта Бакарака «Walk On By», а вся работа трио Сойбельмана «Kletka Red» заключается в виртуозной панкдеконструкции известных клезмерских композиций и еврейских народных песен на идише.
Если ранее Сойбельман в основном сотрудничал с немецким авангардным лейблом «No Man’s Land» и швейцарским «RecRec», то первая же работа Kletka Red (альбом «Hijacking» — угон) вышла на престижном нью-йоркском лейбле Джона Зорна Tzadik в серии, посвящённой «радикальной еврейской культуре». Помимо Ильи Комарова (бас-гитара), Олега Давидовича (тромбон), Виталия Редчица (ударные), Андрея Кулагина (клавишные) и Вадима Вееремяа (труба) — в «Не ждали», Алика Копыта («Поза», Amsterdam Klezmer Band), Энди Мура (Andy Moor, он же Andy Ex) и австралийского барабанщика Тони Бака (англ. Tony Buck) (оба — «Kletka Red»), Сойбельман известен по совместной работе с группой «Аукцыон» (сингл-альбом «АУКЦыОН ы СОЙБЕЛЬМАН»), собственно Леонидом Фёдоровым (альбом «Анабэна»), The Billy Tipton Memorial Saxophone Quartet (альбом «Не ждали» «Pollo D’Oro»), японскими авангардистами Отомо Ёсихиде (англ. Otomo Yoshihide), Сатико М, Умезу Казутоки (англ. Kazutoki Umezu) и Ёсигаки Ясухиро (альбом «With Russia From Love»), с берлинской командой RotFront (панковское переосмысление классической работы Kraftwerk «The Robots»). Композиции в исполнении Сойбельмана входят в самые разнообразные антологии последних лет: Russendisko Hits (трек № 10 «A Guy» — парень), лейбл Trikont (Берлин) ©2003; Russen Soul (трек № 8), лейбл Триконт (Берлин) ©2005, Ayu-Mi-X V.2 и Trance Match V.1 (Аюми Хамасаки, Япония), The Festival Beyond Innocence (с Насуни Ицури и Итираку Ёсимицу), лейбл Innocence (Япония) ©2002, и другие.
Сойбельман — автор музыки к кинокомедии чешского режиссёра Богдана Сламы «Štěstí» или «Something Like Happiness» (Нечто похожее на счастье, Чехия—Германия) (2005). Сыграл роль музыканта в пьесе каталанского драматурга Сержи Белбела «Mobil» (2006) в постановке швейцарской режиссёрши Мерет Маттер (Meret Matter). В 2007 году написал музыку к короткометражной ленте Сильвии Мишел-Кейси «Un jour à la campagne» (Франция).
Манера игры Сойбельмана на гитаре отличается виртуозностью, драйвом и непредсказуемой импровизацией. В составе Kletka Red Сойбельман выступает и в роли вокалиста, а в сольных проектах играет также на бас-гитаре и клавишных инструментах.

## Альбомы

### Не ждали
- Rhinoceroses And Other Forms Of Life (Носороги и другая жизнь, долгоиграющая грампластинка, ADM/Semaphore, Нидерланды, 1990), переиздано на компакт-диске лейблом AYAA (Франция), 1993 и No Man’s Land (Берлин), 1999
- She-Ye-Ye (Ще-Е-Е). ERIO Records (Москва, долгоиграющая грампластинка, 1991), переиздано на Солнце Records (Москва, 2001)
- Hey Driver Cool Down The Horses — … Не гони лошадей. RecRec (Цюрих), 1994
- What Ever Happens, Twist! (Воздух-Земля!). RecRec (Цюрих), 1995  (недоступная ссылка)
- Live Rarities Vol. 1 (Концертные раритеты, ч. 1). No Man’s Land (Берлин), 1997
- Pollo D’Oro: Ne Zhdali & The Billy Tipton Memorial Saxophone Quartet. Запись: Таллин-Сиэтл, No Man’s Land, 1997
- Tokyo, Nov. 25, 1998 (Токио, 25 ноября 1998 года). Токио, 1998

### Kletka Red
- Hijacking (угон). Tzadik: Radical Jewish Culture (Нью-Йорк), 1996
- Hybrid (гибрид). Red Note (Берлин), 1999 (переиздан в 2000)

По преимуществу инструментальный панк-рок на основе танцевальной еврейской музыки (фрейлехс, сырба, хора, хусидл), традиционных песен на идише и советского городского романса.

## Сольные проекты
- Juliki (Жулики). Cave, 1993
- Surfing In My Bed (Сёрфинг в моей постели, инструменты — акустическая гитара и пьезоэлектрический звукосниматель). No Man’s Land (Берлин), 1998
- Much Ado About Burt Bacharach's Walk On By (Много шума из «Walk on by» Берта Бакараха). Сойбельман на гитаре, бас-гитаре, клавишных и вокал. 1998
- With Russia From Love (С Россией из любви). Записано на концерте в Токио в 1997 году с Отомо Ёсихиде (вертушки), Умедзу Кадзутоки (саксофон, кларнет), Ёсигаки Ясухиро (ударные) и Сатико М (семплер). No Man’s Land (Берлин), 2001

### Miscellanea
- АУКЦыОН ы СОЙБЕЛЬМАН «Небо напополам» (Небо 2 1/2). Proforma Records (Нью-Йорк), 1999.
- Eugene Chadbourne «Beauty and the Bloodsucker». Leo Records, 1999.
- Леонид Фёдоров «Анабэна». Proforma Records (Нью-Йорк), 2001.
- The Beige Oscillator «Waiting for Wood». Charhizma, 2001.
- Poza (Леонид Сойбельман и Алик Копыт) «Солнцедар». O.G.I. Records (Москва, записано в рамках «Проекта О. Г. И.» Псоя Короленко на концерте в 2001 году), 2003.
- Barbara Buchholz «Theremin: Russia With Love» (Терменвокс: Россия с любовью). Intuition (Берлин), 2004.
- Russen Soul: Soulful Grooves From Russen Disko Berlin. Trikont, 2005.
- Ersatzmusika «Voice Letter». Asphalt Tango Productions, 2008.
- Ersatzmusika «Songs Unrecantable». Asphalt Tango Productions, 2009.